# Rejkovo
Rejkovo je rekreační osada na Slovensku ve Stolických vrších, při Rejkovském potoku, 2 km jihozápadně od Tisovce.
Osada byla až do 21. října 1944 součástí obranné linie povstalecké armády. 
V současnosti je malým střediskem letní a zimní rekreace s chatami, sjezdovkou a lyžařským vlekem. Osadou prochází modře značená turistická cesta z Tisovce do Klenovce.